# Bill Crothers
Bill Crothers (eigentlich William Frederick Crothers; * 24. Dezember 1940 in Markham, Ontario) ist ein ehemaliger kanadischer Mittelstreckenläufer und Sprinter.
Bei den Olympischen Spielen 1964 in Tokio gewann er über 800 m in seiner persönlichen Bestzeit von 1:45,6 min die Silbermedaille hinter dem Neuseeländer Peter Snell (1:45,1 min) und vor dem Kenianer Wilson Kiprugut (1:45,9 min). Über 400 m erreichte er das Halbfinale.
Im Jahr darauf siegte er bei der Universiade über 800 m. 1966 wurde er bei den British Empire and Commonwealth Games in Kingston Fünfter über 440 Yards und Vierter über 440 Yards. In der 4-mal-440-Yards-Staffel holte er mit der kanadischen Mannschaft Silber.
Ebenfalls Silber gewann er bei den Panamerikanischen Spielen 1967 in Winnipeg über 800 m und in der 4-mal-400-Meter-Staffel.
Bei den Olympischen Spielen 1968 in Mexiko-Stadt schied er mit dem kanadischen Quartett im Vorlauf der 4-mal-400-Meter-Staffel aus.
Von 1961 bis 1967 wurde er siebenmal in Folge kanadischer Meister über 800 m bzw. 880 Yards. 1961, 1962 und 1965 wurde er zudem nationaler Meister über 440 Yards. 1963 wurde er US-Meister und 1964 englischer Meister über 880 Yards. In der Halle holte er den US-Titel 1962 über 600 Yards und 1963 über 1000 Yards, den englischen Titel 1963 sowie 1964 über 600 Yards und 1963 über 1000 Yards.

## Persönliche Bestzeiten
- 400 m: 45,9 s, 29. April 1961, Walnut
- 800 m: 1:45,6 min, 16. Oktober 1964, Tokio